# Temporada 2005 de la NFL

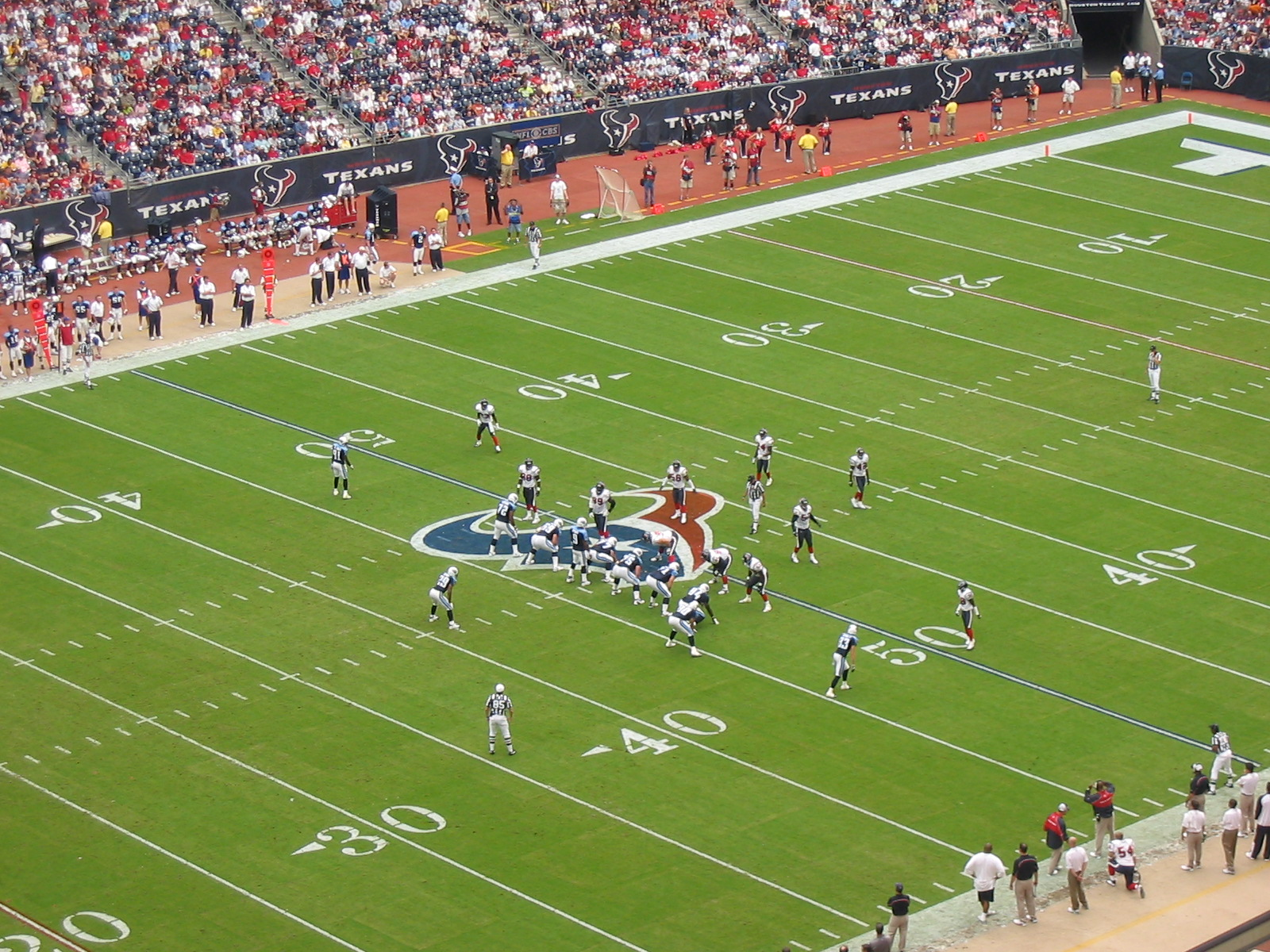
Partido de fútbol americano entre los Tennessee Titans (en azul marino) y los Houston Texans (en blanco)

La Temporada 2005 de la NFL fue la 86.ª en la historia de la National Football League.En la temporada regular se juegan 16 partidos durante 17 semanas. Posteriormente se juegan los playoffs, que determinan los equipos que se clasificarán para la gran final: el Super Bowl.
Los juegos de la temporada regular se celebraron del 8 de septiembre de 2005 al 1 de enero de 2006. También fue la primera ocasión en que se jugó un partido fuera de los Estados Unidos, así como los New Orleans Saints que fueron forzados a jugar en otro lugar debido a averiar el Superdome y el área de Nueva Orleans por el Huracán Katrina.
Los playoffs comenzaron el 7 de enero. Se vio cortada la racha de 10 victorias consecutivas de New England Patriots en playoffs al caer en la Ronda Divisional ante los Denver Broncos. Finalmente el título fue ganado por los Pittsburgh Steelers, quienes derrotaron a Seattle Seahawks 21–10 en el Super Bowl XL en Ford Field en Detroit, Míchigan para su quinto Super Bowl ganado.  Esto también marcó la primera vez que un equipo, clasificado como comodín en sexta posición, que por la naturaleza juegan todos sus partidos de visitante, avanzara y ganara el Super Bowl.

## Calendario
Esta temporada, los partidos intraconferencia e interconferencia se han programado de la siguiente manera
| Intraconferencia                                                                                              | Interconferencia                                                                                              |
| --- | --- |
| - AFC Este contra AFC Oeste - AFC Sur contra AFC Norte - NFC Este contra NFC Oeste - NFC Sur contra NFC Norte | - AFC Este contra NFC Sur - AFC Norte contra NFC Norte - AFC Sur contra NFC Oeste - AFC Oeste contra NFC Este |

### Primera ronda del draft
| Selecciones de primera ronda del Draft de la NFL 2005 | Selecciones de primera ronda del Draft de la NFL 2005 | Selecciones de primera ronda del Draft de la NFL 2005 | Selecciones de primera ronda del Draft de la NFL 2005 | Selecciones de primera ronda del Draft de la NFL 2005 | Selecciones de primera ronda del Draft de la NFL 2005 |
| ----------------------------------------------------- | ----------------------------------------------------- | ----------------------------------------------------- | ----------------------------------------------------- | ----------------------------------------------------- | ----------------------------------------------------- |
| Pick                                                  | Equipo                                                | Jugador                                               | Pos.                                                  | Universidad                                           |                                                       |
| 1                                                     | San Francisco 49ers                                   | Alex Smith                                            | QB                                                    | Utah                                                  |                                                       |
| 2                                                     | Miami Dolphins                                        | Ronnie Brown                                          | RB                                                    | Auburn                                                |                                                       |
| 3                                                     | Cleveland Browns                                      | Braylon Edwards                                       | DE                                                    | Michigan                                              |                                                       |
| 4                                                     | Chicago Bears                                         | Cedric Benson                                         | RB                                                    | Texas                                                 |                                                       |
| 5                                                     | Tampa Bay Buccaneers                                  | Carnell "Cadillac" Williams                           | RB                                                    | Auburn                                                |                                                       |
| 6                                                     | Tennessee Titans                                      | Adam "Pac-Man" Jones                                  | CB                                                    | West Virginia                                         |                                                       |
| 7                                                     | Minnesota Vikings                                     | Troy Williamson                                       | WR                                                    | South Carolina                                        |                                                       |
| 8                                                     | Arizona Cardinals                                     | Antrel Rolle                                          | CB                                                    | Miami (FL)                                            |                                                       |
| 9                                                     | Washington Redskins                                   | Carlos Rogers                                         | CB                                                    | Auburn                                                |                                                       |
| 10                                                    | Detroit Lions                                         | Mike Williams)                                        | WR                                                    | USC                                                   |                                                       |
| 11                                                    | Dallas Cowboys                                        | DeMarcus Ware                                         | LB                                                    | Troy                                                  |                                                       |
| 12                                                    | San Diego Chargers                                    | Shawne Merriman                                       | LB                                                    | Maryland                                              |                                                       |
| 13                                                    | New Orleans Saints                                    | Jammal Brown                                          | OT                                                    | Oklahoma                                              |                                                       |
| 14                                                    | Carolina Panthers                                     | Thomas Davis                                          | DT                                                    | Georgia                                               |                                                       |
| 15                                                    | Kansas City Chiefs                                    | Derrick Johnson                                       | LB                                                    | Texas                                                 |                                                       |
| 16                                                    | Houston Texans                                        | Travis Johnson                                        | DT                                                    | Florida State                                         |                                                       |
| 17                                                    | Cincinnati Bengals                                    | David Pollack                                         | LB                                                    | Georgia                                               |                                                       |
| 18                                                    | Minnesota Vikings                                     | Erasmus James                                         | DE                                                    | Wisconsin                                             |                                                       |
| 19                                                    | St. Louis Rams                                        | Alex Barron                                           | OT                                                    | Florida State                                         |                                                       |
| 20                                                    | Dallas Cowboys                                        | Marcus Spears                                         | DE                                                    | LSU                                                   |                                                       |
| 21                                                    | Jacksonville Jaguars                                  | Matt Jones                                            | WR                                                    | Arkansas                                              |                                                       |
| 22                                                    | Baltimore Ravens                                      | Mark Clayton                                          | WR                                                    | Oklahoma                                              |                                                       |
| 23                                                    | Oakland Raiders                                       | Fabian Washington                                     | CB                                                    | Nebraska                                              |                                                       |
| 24                                                    | Green Bay Packers                                     | Aaron Rodgers                                         | QB                                                    | California                                            |                                                       |
| 25                                                    | Washington Redskins                                   | Jason Campbell                                        | QB                                                    | Auburn                                                |                                                       |
| 26                                                    | Seattle Seahawks                                      | Chris Spencer                                         | C                                                     | Ole Miss                                              |                                                       |
| 27                                                    | Atlanta Falcons                                       | Roddy White                                           | WR                                                    | UAB                                                   |                                                       |
| 28                                                    | San Diego Chargers                                    | Luis Castillo                                         | DT                                                    | Northwestern                                          |                                                       |
| 29                                                    | Indianapolis Colts                                    | Marlin Jackson                                        | CB                                                    | Michigan                                              |                                                       |
| 30                                                    | Pittsburgh Steelers                                   | Heath Miller                                          | TE                                                    | Virginia                                              |                                                       |
| 31                                                    | Philadelphia Eagles                                   | Mike Patterson                                        | DT                                                    | USC                                                   |                                                       |
| 32                                                    | New England Patriots                                  | Logan Mankins                                         | G                                                     | Fresno State                                          |                                                       |

## Temporada regular
V = Victorias, D = Derrotas, E = Empates, CTE = Cociente de victorias [V+(E/2)]/(V+D+E), PF= Puntos a favor, PC = Puntos en contra
| Clasificado para los playoffs |

| AFC Este                | AFC Este | AFC Este | AFC Este | AFC Este | AFC Este | AFC Este | AFC Este | AFC Este | AFC Este |
| Equipo                  | V        | D        | E        | CTE      | DIV      | CONF     | PF       | PC       |          |
| ----------------------- | -------- | -------- | -------- | -------- | -------- | -------- | -------- | -------- | -------- |
| New England Patriots(4) | 10       | 6        | 0        | .750     | 5-1      | 7-5      | 379      | 338      |          |
| Miami Dolphins          | 9        | 7        | 0        | .562     | 3-3      | 7-5      | 318      | 317      |          |
| Buffalo Bills           | 5        | 11       | 0        | .312     | 2-4      | 5-7      | 271      | 367      |          |
| New York Jets           | 4        | 12       | 0        | .250     | 2-4      | 3-9      | 240      | 355      |          |

| AFC Norte              | AFC Norte | AFC Norte | AFC Norte | AFC Norte | AFC Norte | AFC Norte | AFC Norte | AFC Norte | AFC Norte |
| Equipo                 | V         | D         | E         | CTE       | DIV       | CONF      | PF        | PC        |           |
| ---------------------- | --------- | --------- | --------- | --------- | --------- | --------- | --------- | --------- | --------- |
| Cincinnati Bengals(3)  | 11        | 5         | 0         | .688      | 5-1       | 7-5       | 421       | 350       |           |
| Pittsburgh Steelers(6) | 11        | 5         | 0         | .688      | 4-2       | 7-5       | 389       | 258       |           |
| Baltimore Ravens       | 6         | 10        | 0         | .375      | 2-4       | 4-8       | 265       | 299       |           |
| Cleveland Browns       | 6         | 10        | 0         | .375      | 1-5       | 4-8       | 232       | 301       |           |

| AFC Sur                 | AFC Sur | AFC Sur | AFC Sur | AFC Sur | AFC Sur | AFC Sur | AFC Sur | AFC Sur | AFC Sur |
| Equipo                  | V       | D       | E       | CTE     | DIV     | CONF    | PF      | PC      |         |
| ----------------------- | ------- | ------- | ------- | ------- | ------- | ------- | ------- | ------- | ------- |
| Indianapolis Colts(1)   | 14      | 2       | 0       | .875    | 6-0     | 11-1    | 439     | 247     |         |
| Jacksonville Jaguars(5) | 12      | 4       | 0       | .750    | 4-2     | 9-3     | 361     | 269     |         |
| Tennessee Titans        | 4       | 12      | 0       | .250    | 2-4     | 3-9     | 299     | 421     |         |
| Houston Texans          | 2       | 14      | 0       | .125    | 0-6     | 1-11    | 260     | 431     |         |

| AFC Oeste          | AFC Oeste | AFC Oeste | AFC Oeste | AFC Oeste | AFC Oeste | AFC Oeste | AFC Oeste | AFC Oeste | AFC Oeste |
| Equipo             | V         | D         | E         | CTE       | DIV       | CONF      | PF        | PC        |           |
| ------------------ | --------- | --------- | --------- | --------- | --------- | --------- | --------- | --------- | --------- |
| Denver Broncos(2)  | 13        | 3         | 0         | .813      | 5-1       | 10-2      | 395       | 258       |           |
| Kansas City Chiefs | 10        | 6         | 0         | .625      | 4-2       | 9-3       | 403       | 325       |           |
| San Diego Chargers | 9         | 7         | 0         | .562      | 3-3       | 7-5       | 418       | 312       |           |
| Oakland Raiders    | 4         | 12        | 0         | .250      | 0-6       | 2-10      | 290       | 383       |           |

| NFC Este               | NFC Este | NFC Este | NFC Este | NFC Este | NFC Este | NFC Este | NFC Este | NFC Este | NFC Este |
| Equipo                 | V        | D        | E        | CTE      | DIV      | CONF     | PF       | PC       |          |
| ---------------------- | -------- | -------- | -------- | -------- | -------- | -------- | -------- | -------- | -------- |
| New York Giants(4)     | 11       | 5        | 0        | .688     | 4-2      | 8-4      | 422      | 314      |          |
| Washington Redskins(6) | 10       | 6        | 0        | .625     | 5-1      | 10-2     | 359      | 293      |          |
| Dallas Cowboys         | 9        | 7        | 0        | .562     | 3-3      | 7-5      | 325      | 308      |          |
| Philadelphia Eagles    | 6        | 10       | 0        | .375     | 0-6      | 3-9      | 310      | 388      |          |

| NFC Norte         | NFC Norte | NFC Norte | NFC Norte | NFC Norte | NFC Norte | NFC Norte | NFC Norte | NFC Norte | NFC Norte |
| Equipo            | V         | D         | E         | CTE       | DIV       | CONF      | PF        | PC        |           |
| ----------------- | --------- | --------- | --------- | --------- | --------- | --------- | --------- | --------- | --------- |
| Chicago Bears(2)  | 11        | 5         | 0         | .688      | 5-1       | 10-2      | 260       | 202       |           |
| Minnesota Vikings | 9         | 7         | 0         | .562      | 5-1       | 8-4       | 306       | 344       |           |
| Detroit Lions     | 5         | 11        | 0         | .312      | 1-5       | 3-9       | 254       | 345       |           |
| Green Bay Packers | 4         | 12        | 0         | .250      | 1-5       | 4-8       | 298       | 344       |           |

| NFC Sur                 | NFC Sur | NFC Sur | NFC Sur | NFC Sur | NFC Sur | NFC Sur | NFC Sur | NFC Sur | NFC Sur |
| Equipo                  | V       | D       | E       | CTE     | DIV     | CONF    | PF      | PC      |         |
| ----------------------- | ------- | ------- | ------- | ------- | ------- | ------- | ------- | ------- | ------- |
| Tampa Bay Buccaneers(3) | 11      | 5       | 0       | .688    | 5-1     | 9-3     | 300     | 274     |         |
| Carolina Panthers(5)    | 11      | 5       | 0       | .688    | 4-2     | 8-4     | 391     | 259     |         |
| Atlanta Falcons         | 8       | 8       | 0       | .500    | 2-4     | 5-7     | 351     | 341     |         |
| New Orleans Saints      | 3       | 13      | 0       | .188    | 1-5     | 1-11    | 235     | 398     |         |

| NFC Oeste           | NFC Oeste | NFC Oeste | NFC Oeste | NFC Oeste | NFC Oeste | NFC Oeste | NFC Oeste | NFC Oeste | NFC Oeste |
| Equipo              | V         | D         | E         | CTE       | DIV       | CONF      | PF        | PC        |           |
| ------------------- | --------- | --------- | --------- | --------- | --------- | --------- | --------- | --------- | --------- |
| Seattle Seahawks(1) | 13        | 3         | 0         | .812      | 6-0       | 10-2      | 452       | 271       |           |
| St. Louis Rams      | 6         | 10        | 0         | .375      | 1-5       | 3-9       | 363       | 429       |           |
| Arizona Cardinals   | 5         | 11        | 0         | .312      | 3-3       | 4-8       | 311       | 387       |           |
| San Francisco 49ers | 4         | 12        | 0         | .250      | 2-4       | 3-9       | 239       | 428       |           |

## Postemporada
|  | Ronda Wild Card                    | Ronda Wild Card                    | Ronda Wild Card                    |    |              | Ronda divisional            | Ronda divisional                     | Ronda divisional            |                                      |                                      | Finales de conferencia               | Finales de conferencia | Finales de conferencia |  |  | Super Bowl | Super Bowl | Super Bowl |
|  |                                    |                                    |                                    |    |              |                             |                                      |                             |                                      |                                      |                                      |                        |                        |  |  |            |            |            |
|  | 8 de enero – Giants Stadium        | 8 de enero – Giants Stadium        | 8 de enero – Giants Stadium        |    |              | 15 de enero – Soldier Field | 15 de enero – Soldier Field          | 15 de enero – Soldier Field |                                      |                                      |                                      |                        |                        |  |  |            |            |            |
|  | 8 de enero – Giants Stadium        | 8 de enero – Giants Stadium        | 8 de enero – Giants Stadium        |    |              | 15 de enero – Soldier Field | 15 de enero – Soldier Field          | 15 de enero – Soldier Field |                                      |                                      |                                      |                        |                        |  |  |            |            |            |
|  | 8 de enero – Giants Stadium        | 8 de enero – Giants Stadium        | 8 de enero – Giants Stadium        |    |              | 15 de enero – Soldier Field | 15 de enero – Soldier Field          | 15 de enero – Soldier Field |                                      |                                      |                                      |                        |                        |  |  |            |            |            |
|  | 8 de enero – Giants Stadium        | 8 de enero – Giants Stadium        | 8 de enero – Giants Stadium        |    |              | 15 de enero – Soldier Field | 15 de enero – Soldier Field          | 15 de enero – Soldier Field |                                      |                                      |                                      |                        |                        |  |  |            |            |            |
|  | #5                                 | Carolina                           | 23                                 |    |              | 15 de enero – Soldier Field | 15 de enero – Soldier Field          | 15 de enero – Soldier Field |                                      |                                      |                                      |                        |                        |  |  |            |            |            |
|  | #5                                 | Carolina                           | 23                                 | #5 | Carolina     | 29                          |                                      |                             |                                      |                                      |                                      |                        |                        |  |  |            |            |            |
|  | #4                                 | N.Y. Giants                        | 0                                  | #5 | Carolina     | 29                          |                                      |                             | 22 de enero - Qwest Field            | 22 de enero - Qwest Field            | 22 de enero - Qwest Field            |                        |                        |  |  |            |            |            |
|  | #4                                 | N.Y. Giants                        | 0                                  | #2 | Chicago      | 21                          |                                      |                             | 22 de enero - Qwest Field            | 22 de enero - Qwest Field            | 22 de enero - Qwest Field            |                        |                        |  |  |            |            |            |
|  |                                    |                                    |                                    | #2 | Chicago      | 21                          |                                      |                             | 22 de enero - Qwest Field            | 22 de enero - Qwest Field            | 22 de enero - Qwest Field            |                        |                        |  |  |            |            |            |
|  |                                    |                                    |                                    |    |              |                             |                                      |                             | 22 de enero - Qwest Field            | 22 de enero - Qwest Field            | 22 de enero - Qwest Field            |                        |                        |  |  |            |            |            |
|  | 7 de enero – Raymond James Stadium | 7 de enero – Raymond James Stadium | 7 de enero – Raymond James Stadium | #5 | Carolina     | 14                          |                                      |                             |                                      |                                      |                                      |                        |                        |  |  |            |            |            |
|  | 7 de enero – Raymond James Stadium | 7 de enero – Raymond James Stadium | 7 de enero – Raymond James Stadium | #5 | Carolina     | 14                          | 14 de enero – Qwest Field            |                             |                                      |                                      |                                      |                        |                        |  |  |            |            |            |
|  | 7 de enero – Raymond James Stadium | 7 de enero – Raymond James Stadium | 7 de enero – Raymond James Stadium |    | #1           | Seattle                     | 34                                   |                             |                                      |                                      |                                      |                        |                        |  |  |            |            |            |
|  | 7 de enero – Raymond James Stadium | 7 de enero – Raymond James Stadium | 7 de enero – Raymond James Stadium |    | #1           | Seattle                     | 34                                   |                             |                                      |                                      |                                      |                        |                        |  |  |            |            |            |
|  | #6                                 | Washington                         | 17                                 |    |              |                             |                                      |                             |                                      |                                      |                                      |                        |                        |  |  |            |            |            |
|  | #6                                 | Washington                         | 17                                 | #6 | Washington   | 10                          |                                      |                             |                                      |                                      |                                      |                        |                        |  |  |            |            |            |
|  | #3                                 | Tampa Bay                          | 10                                 | #6 | Washington   | 10                          |                                      |                             | 5 de febrero – Ford Field            | 5 de febrero – Ford Field            | 5 de febrero – Ford Field            |                        |                        |  |  |            |            |            |
|  | #3                                 | Tampa Bay                          | 10                                 | #1 | Seattle      | 20                          |                                      |                             | 5 de febrero – Ford Field            | 5 de febrero – Ford Field            | 5 de febrero – Ford Field            |                        |                        |  |  |            |            |            |
|  |                                    |                                    |                                    | #1 | Seattle      | 20                          |                                      |                             |                                      | 5 de febrero – Ford Field            | 5 de febrero – Ford Field            |                        |                        |  |  |            |            |            |
|  |                                    |                                    |                                    |    |              |                             |                                      |                             |                                      | 5 de febrero – Ford Field            | 5 de febrero – Ford Field            |                        |                        |  |  |            |            |            |
|  | 8 de enero – Paul Brown Stadium    | 8 de enero – Paul Brown Stadium    | 8 de enero – Paul Brown Stadium    | N1 | Seattle      | 10                          |                                      |                             |                                      |                                      |                                      |                        |                        |  |  |            |            |            |
|  | 8 de enero – Paul Brown Stadium    | 8 de enero – Paul Brown Stadium    | 8 de enero – Paul Brown Stadium    | N1 | Seattle      | 10                          | 15 de enero – RCA Dome               |                             |                                      |                                      |                                      |                        |                        |  |  |            |            |            |
|  | 8 de enero – Paul Brown Stadium    | 8 de enero – Paul Brown Stadium    | 8 de enero – Paul Brown Stadium    |    | A6           | Pittsburgh                  | 21                                   |                             |                                      |                                      |                                      |                        |                        |  |  |            |            |            |
|  | 8 de enero – Paul Brown Stadium    | 8 de enero – Paul Brown Stadium    | 8 de enero – Paul Brown Stadium    |    | A6           | Pittsburgh                  | 21                                   |                             |                                      |                                      |                                      |                        |                        |  |  |            |            |            |
|  | #6                                 | Pittsburgh                         | 31                                 |    |              |                             |                                      |                             |                                      |                                      |                                      |                        |                        |  |  |            |            |            |
|  | #6                                 | Pittsburgh                         | 31                                 | #6 | Pittsburgh   | 21                          |                                      |                             |                                      |                                      |                                      |                        |                        |  |  |            |            |            |
|  | #3                                 | Cincinnati                         | 17                                 | #6 | Pittsburgh   | 21                          |                                      |                             | 22 de enero - Sports Authority Field | 22 de enero - Sports Authority Field | 22 de enero - Sports Authority Field |                        |                        |  |  |            |            |            |
|  | #3                                 | Cincinnati                         | 17                                 | #1 | Indianapolis | 18                          |                                      |                             | 22 de enero - Sports Authority Field | 22 de enero - Sports Authority Field | 22 de enero - Sports Authority Field |                        |                        |  |  |            |            |            |
|  |                                    |                                    |                                    | #1 | Indianapolis | 18                          |                                      |                             | 22 de enero - Sports Authority Field | 22 de enero - Sports Authority Field | 22 de enero - Sports Authority Field |                        |                        |  |  |            |            |            |
|  |                                    |                                    |                                    |    |              |                             |                                      |                             | 22 de enero - Sports Authority Field | 22 de enero - Sports Authority Field | 22 de enero - Sports Authority Field |                        |                        |  |  |            |            |            |
|  | 7 de enero – Gillette Stadium      | 7 de enero – Gillette Stadium      | 7 de enero – Gillette Stadium      | #6 | Pittsburgh   | 34                          |                                      |                             |                                      |                                      |                                      |                        |                        |  |  |            |            |            |
|  | 7 de enero – Gillette Stadium      | 7 de enero – Gillette Stadium      | 7 de enero – Gillette Stadium      | #6 | Pittsburgh   | 34                          | 14 de enero – Sports Authority Field |                             |                                      |                                      |                                      |                        |                        |  |  |            |            |            |
|  | 7 de enero – Gillette Stadium      | 7 de enero – Gillette Stadium      | 7 de enero – Gillette Stadium      |    | #2           | Denver                      | 17                                   |                             |                                      |                                      |                                      |                        |                        |  |  |            |            |            |
|  | 7 de enero – Gillette Stadium      | 7 de enero – Gillette Stadium      | 7 de enero – Gillette Stadium      |    | #2           | Denver                      | 17                                   |                             |                                      |                                      |                                      |                        |                        |  |  |            |            |            |
|  | #5                                 | Jacksonville                       | 3                                  |    |              |                             |                                      |                             |                                      |                                      |                                      |                        |                        |  |  |            |            |            |
|  | #5                                 | Jacksonville                       | 3                                  | #4 | New England  | 13                          |                                      |                             |                                      |                                      |                                      |                        |                        |  |  |            |            |            |
|  | #4                                 | New England                        | 28                                 | #4 | New England  | 13                          |                                      |                             |                                      |                                      |                                      |                        |                        |  |  |            |            |            |
|  | #4                                 | New England                        | 28                                 | #2 | Denver       | 27                          |                                      |                             |                                      |                                      |                                      |                        |                        |  |  |            |            |            |
|  |                                    |                                    |                                    | #2 | Denver       | 27                          |                                      |                             |                                      |                                      |                                      |                        |                        |  |  |            |            |            |

- Local en cada partido: El local en cada partido es el equipo mejor clasificado, el equipo de abajo en el cuadro, excepto en el Super Bowl que es un estadio neutral.

## Premios

### Premios anuales
A final de temporada se entregan diferentes premios reconociendo el valor del jugador durante la temporada entera.
| Premio                     | Ganador                  | Posición                 | Equipo                                 |
| -------------------------- | ------------------------ | ------------------------ | -------------------------------------- |
| Jugador más valioso        | Shaun Alexander          | Running back             | Seattle Seahawks                       |
| Jugador ofensivo del año   | Shaun Alexander          | Running back             | Seattle Seahawks                       |
| Jugador defensivo del año  | Brian Urlacher           | Linebacker               | Chicago Bears                          |
| Entrenador del año         | Lovie Smith              | Head Coach               | Chicago Bears                          |
| Novato ofensivo del año    | Carnell Williams         | Running back             | Tampa Bay Buccaneers                   |
| Novato defensivo del año   | Shawne Merriman          | Linebacker               | San Diego Chargers                     |
| Novato del año             | Carnell Williams         | Running back             | Tampa Bay Buccaneers                   |
| Regreso del año            | Tedy Bruschi Steve Smith | Linebacker Wide receiver | New England Patriots Carolina Panthers |
| Hombre del Año             | Peyton Manning           | Quarterback              | Indianapolis Colts                     |
| Jugador más valioso del SB | Hines Ward               | Wide receiver            | Pittsburgh Steelers                    |